# Under Two Flags (film 1916)
Under Two Flags è un film del 1916 diretto da J. Gordon Edwards e girato nel New Jersey. Prodotto e distribuito dalla Fox Film Corporation, uscì nelle sale il 31 luglio 1916. La storia è un adattamento tratto dal romanzo Sotto due bandiere (1867) di Ouida.
La pellicola è considerata perduta.

## Trama
Lewis Victor, un soldato della Legione Straniera, è in realtà Bertie Cecil, un aristocratico inglese disonorato da un delitto che ha compiuto suo fratello.
Per salvarlo, Bertie, figlio del visconte di Royalieu, si è accusato al suo posto e ha dovuto lasciare la fidanzata, Venetia.
In Algeria, si conquista l'amicizia di un emiro, di cui salva la moglie da Chateauroye, il suo comandante. Per questo motivo, l'ufficiale lo odia e gli affida sempre le missioni più pericolose.
Al campo, Lewis è oggetto dell'amore della mascotte della guarnigione, Cigarette. Ma lui pensa sempre a Venetia.
Questa arriva insieme a un vecchio amico di Bertie, Rockingham che lo spinge a reclamare il suo patrimonio. Il suo rifiuto provoca una scenata in cui lui colpisce il suo ufficiale.
Lewis viene condannato a morte. Il giorno dell'esecuzione, Cigarette monta a cavallo e si lancia in mezzo a una tempesta di sabbia, evita gli arabi e giunge nel luogo dell'esecuzione per portare il perdono per Victor.
Arriva troppo tardi e non riesce a mostrare l'ordine. Ma si frappone tra l'uomo e la pallottola prendendola lei nel cuore.
La verità su Bertie viene ristabilita e lui può ricongiungersi con Venetia.

## Produzione
Il film venne girato nel New Jersey, prodotto dalla Fox Film Corporation.

## Distribuzione
- USA	31 luglio 1916
- USA	26 gennaio 1919	 (riedizione)

## Versioni cinematografiche diUnder Two Flags
- Under Two Flags, regia di Lucius Henderson (1912)
- Under Two Flags, regia di George Nichols  (1912)
- Under Two Flags, regia di Travers Vale (1915)
- Under Two Flags, regia di J. Gordon Edwards (1916)
- Sotto due bandiere (Under Two Flags), regia di Tod Browning (1922)
- Under Two Jags, regia di George Jeske parodia (1923)
- Sotto due bandiere (Under Two Flags), regia di Frank Lloyd (1936)